# Pietraquaria
Pietraquaria (in dialetto marsicano Petraquale) fu un antico centro fortificato situato sul monte Salviano nei pressi del contemporaneo santuario della Madonna di Pietraquaria, nel territorio comunale di Avezzano, in Abruzzo.

## Origini del nome
Il toponimo Pietraquaria, in dialetto marsicano Petraquale, sarebbe legato alla presenza sulla cima del monte Salviano di una fonte o, più probabilmente, di una cisterna sotterranea per la raccolta dell'acqua piovana. Il nucleo medievale, edificato su una base rocciosa, è riportato in antichi documenti storici ed ecclesiastici anche come Petram Aquarum, Petram Aquarium, Pietracquaria, Pietracquale, Pietraequale e Petraquarola.

## Storia

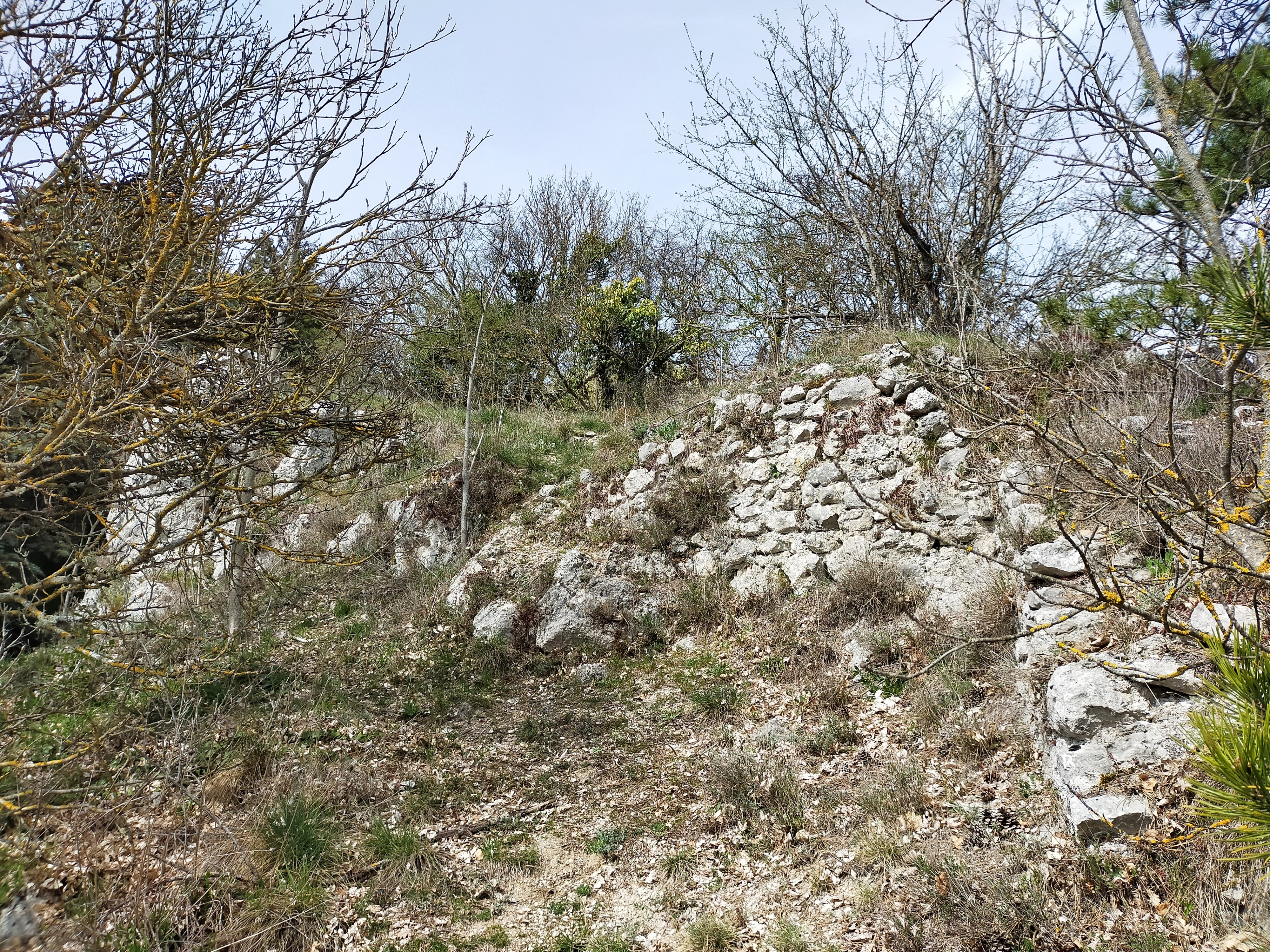
Tracce del castello-recinto

Il centro fortificato di Petram Aquarum si formò gradualmente tra l'XI e il XII secolo durante l'incastellamento medievale. Il castello-recinto era posizionato non distante dai ruderi degli ocres italici del monte Cimarani e della cima San Felice e in collegamento visivo con una torre di avvistamento situata su un contrafforte del monte Salviano. La struttura militare permetteva soprattutto il controllo della sottostante via circumlacuale nel versante occidentale del Fucino, strada che a nord raggiungeva la vicina via Valeria.
Pietraquaria fu un castello-recinto inizialmente incluso nella contea dei Marsi, mentre successivamente alla conquista normanna dell'Italia meridionale  il feudo appartenne ai conti di Albe, Berardo Berardi, figlio di Crescenzio e Ruggero de Ollia (Rogerio de Albe). Così come attestato dal Catalogus baronum redatto nella metà del XII secolo, ebbe un valore di cinque militi.
Nella bolla pontificia di Papa Clemente III del 1188 sono citate le chiese di Santa Maria, di San Giovanni e di San Pietro, ben tre luoghi di culto che fanno presupporre una certa vitalità della contrada. Tra il XII e il XIII secolo pur essendo un feudo della contea albense risultò dotato di una certa indipendenza tanto da governare il territorio montano circostante, essendo il più grande incastellamento dell'area, abitato presumibilmente da circa 650 persone.
Nel 1242 Federico II di Svevia sarebbe stato ospitato nel centro fortificato durante la sua visita in Marsica finalizzata a risolvere il problema dell'emissario di Claudio che ostruito da tempo era la causa principale delle esondazioni del lago Fucino.
Dopo l'esito della battaglia di Tagliacozzo del 1268 subì la ritorsione da parte degli Angioini di Carlo I d'Angiò per aver offerto supporto logistico alle truppe di Corradino di Svevia. Probabilmente subì la distruzione da parte angioina. Secondo lo storico Muzio Febonio (Historiae Marsorum) fu l'ultimo a scomparire tra i diversi vici presenti nell'area montana situata sopra la villa a circa tre chilometri e mezzo di distanza che, a cominciare dalla seconda metà del XIII secolo si apprestò a diventare il castrum Avezzani, nonché centro amministrativo della contea di Albe, in cui si riversarono i pietraquaresi e gli abitanti dei casali sparsi. 
Il centro di Pietraquaria fu gradualmente abbandonato e con esso anche i luoghi di culto. La chiesa di Santa Maria nella seconda metà del XIII secolo risultò inclusa nel feudo di Avezzano, mentre il castello risulta definito negli statuti dell'universitas, probabilmente risalenti alla seconda metà del XIV secolo, "pesculu castri veterj". 
Il centro fortificato risultò totalmente abbandonato durante il XIV secolo.

## Descrizione
Il castello-recinto a pianta triangolare, situato tra 930 e 957 m s.l.m. è databile tra l'XI e il XII secolo. Il recinto successivo, dotato di piccole torri di forma rettangolare e di tre torri quadrate più grandi, presentava un ingresso verso i piani Palentini e uno con affaccio sul lago Fucino.
L'area di interesse archeologico presenta le tracce di una neviera,
di una cisterna e di alcuni edifici.